# Kromwijkdreef

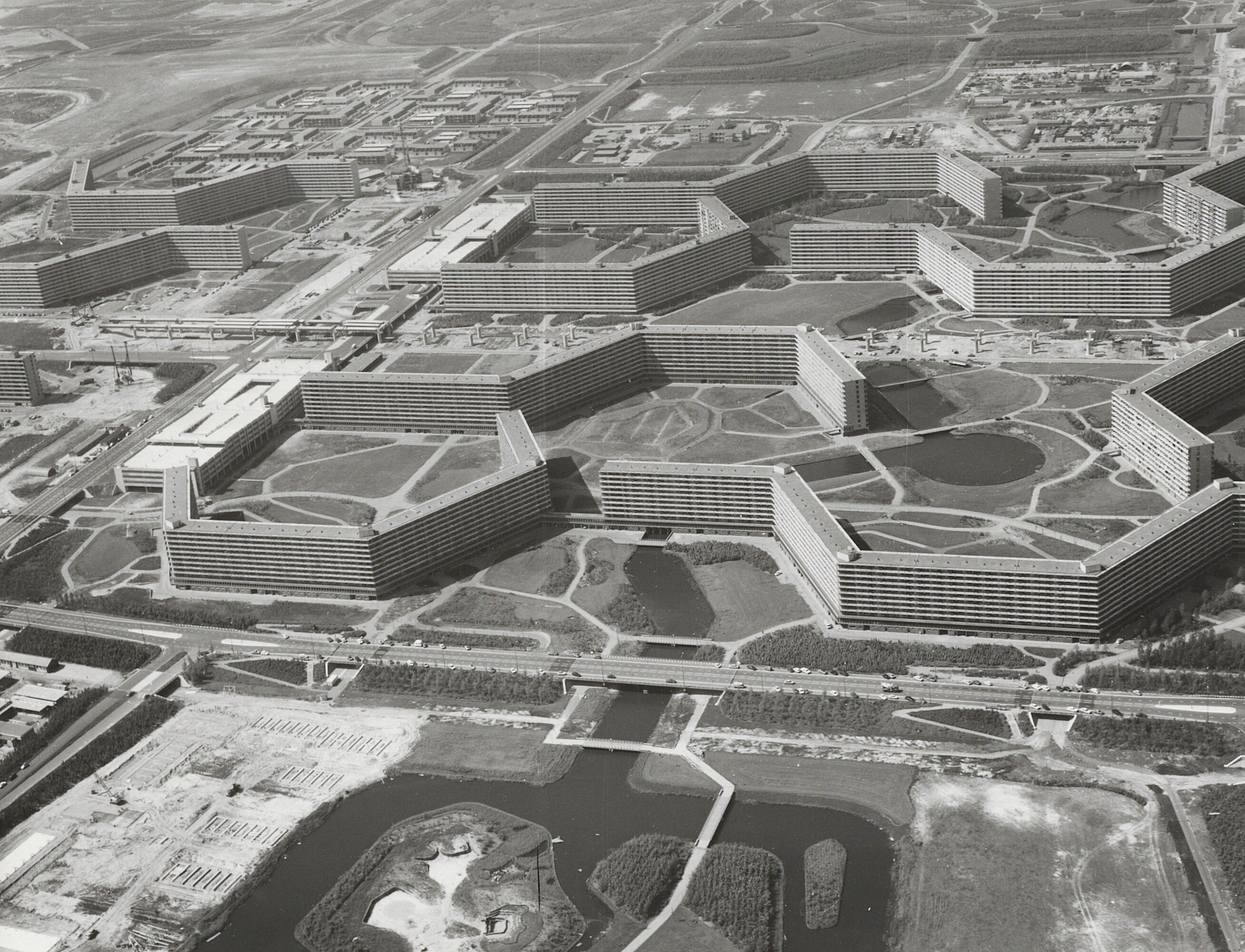
Midden links voor de Bijlmerdreefmetrobrug de Kromwijkdreef met brug 1057 achter heistelling (1973)

De Kromwijkdreef, onderdeel van stadsroute S113, verbindt de Karspeldreef in de Bijlmermeer in Amsterdam-Zuidoost met de Langbroekdreef en Loosdrechtdreef in Gaasperdam bij het Gaasperpark.  

## Geschiedenis
De dreef was oorspronkelijk half hoog gelegen en uitsluitend bestemd voor snelverkeer en werd voor het verkeer opengesteld in 1977. Van 1977 tot 1982 was het de tijdelijke ontsluitingsweg voor de bewoners van de wijk Nellestein en sloot bij het metrostation Gaasperplas aan op Langbroekdreef. In de dreef werd een aantal viaducten gebouwd waaronder brug 1057 zodat langzaam verkeer (voetgangers en fietsers) via een gescheiden verkeersstroom de dreef kon passeren. In 1982 vond de aansluiting plaats met op en afritten op de Gaasperdammerweg welke met een viaduct de dreef en metrobaan kruiste. Dit geschiedde vlak voor de opening van de Floriade 1982 waardoor deze tentoonstelling goed bereikbaar was. Ook kwam ten zuiden van de dreef het busstation Gaasperplas gereed.      
In de tweede helft van de jaren negentig werd de dreef in het kader van de vernieuwing van de Bijlmermeer verlaagd naar maaiveldniveau en er verschenen fiets- en voetpaden en gelijkvloerse kruisingen. De honingraatflat Klieverink die was gelegen aan de oostzijde verdween hierbij en er verscheen middelhoogbouw. Aan de oostzijde kwam een ventweg die aan de zuidzijde in oostelijke richting loopt, de Klieverinkweg, waaraan de de verschenen nieuwbouw onder andere is genummerd. De gelijknamige torenflat bij de Karspeldreef is wel gebleven.
Bij de bouw van de Gaasperdammertunnel tussen 2015 en 2020 verdween het viaduct over de weg en metrobaan en werd de aansluiting op de Loosdrechtdreef en Kromwijkdreef gewijzigd. De Langbroekdreef werd oostwaarts doorgetrokken en verving een klein deel van de Loosdrechtdreef. De Kromwijkdreef werd met een bocht oostwaarts aangesloten op de nieuwe kruising.   
De dreef kent maar een achttal huisnummers, 6, 8, 10-12 en 20. Dit zijn geen woonhuizen maar bedrijven zoals onder meer een tankstation.
Aan de westzijde rijdt metrolijn 53 vanaf het Bijlmerdreefmetrobrug op een dijklichaam naar het metrostation Gaasperplas. GVB bus 47 en 49 rijden over de dreef en hebben staduitwaarts een halte bij metrostation Kraaiennest op maaiveldniveau. In de andere richting is de halte op de Karspeldreef. 
De dreef is bij een raadsbesluit van 20 januari 1971 vernoemd naar een van de oude patriciërshuizen, Cromwijck, in Maarsseveen.